# 구마노마에역
구마노마에역(일본어: 熊野前駅)과 구마노마에 정류장(일본어: 熊野前停留場)은 일본 도쿄도 아라카와구 히가시오구에 있는 도쿄 도 교통국의 역 및 정류장이다.
전자는 닛포리·도네리 라이너의 역이고, 후자는 도덴 아라카와 선의 정류장이며, 전자의 역 번호는 04이다.

## 이용 가능 철도 노선
- 도쿄 도 교통국
  - 도덴 아라카와 선
  - 닛포리·도네리 라이너

## 역 구조

### 도덴 아라카와 선
상대식 승강장 2면 2선의 지상역이다. 플랫폼은 상행과 하행에서 서로 떨어진 곳에 위치하였고, 오쿠바시도리를 낀 반대편에 있다. 하행 승강장은 도로 위에 있다.

### 닛포리·도네리 라이너
섬식 승강장 1면 2선의 고가역이다. 오쿠바시도리에 있는 구마노마에 육교의 동쪽에 위치한다. 아다치오다이 방향에 비상용 건늠선이 있다.

#### 승강장
| 번호 | 노선                   | 행선                      |
| ---- | ---------------------- | ------------------------- |
| 1    | ■ 닛포리·도네리 라이너 | 미누마다이신스이코엔 방면 |
| 2    | ■ 닛포리·도네리 라이너 | 닛포리 방면               |

## 역 주변
- 오쿠바시도리
- 도립 오쿠노하라 공원
- 기타토시마 중・고등학교
- 수도 대학 도쿄 아라카와 캠퍼스(건강 복지 학부)
- ADEKA 본사・연구소(구, 아사히 전화)
- 도쿄 여자 의과 대학 히가시 의료 센터
- 이케다 미소

## 역사
- 1913년 4월 1일: 영업 개시.
- 2008년 3월 30일: 닛포리·도네리 라이너의 역 영업 개시, 환승역이 됨.
- 2017년 3월 26일: 도시 전차 정류소에 부역명인 "수도 대학 도쿄 아라카와 캠퍼스 앞"이 설정됨.

## 사진

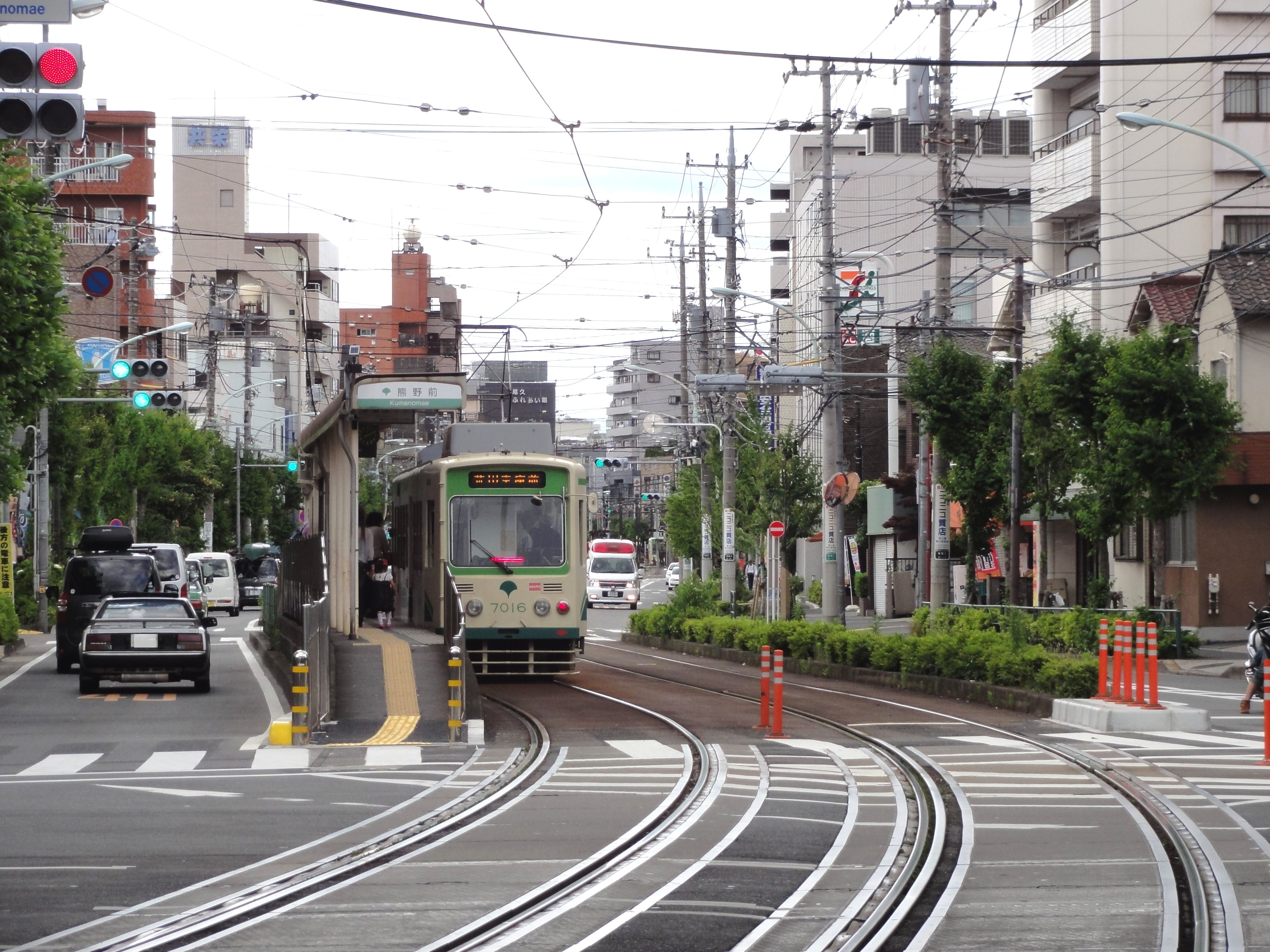
도덴 아라카와 선 플랫폼(와세다 방면)

## 인접 정류장
| 도쿄 도 교통국 ■ 도덴 아라카와 선     | 도쿄 도 교통국 ■ 도덴 아라카와 선 | 도쿄 도 교통국 ■ 도덴 아라카와 선         |
| ------------------------------------- | --------------------------------- | ----------------------------------------- |
| 미야노마에 와세다 방면                |                                   | 히가시오구산초메 미노와바시 방면          |
| 도쿄 도 교통국 ■ 닛포리·도네리 라이너 |                                   |                                           |
| 03 아카도쇼갓코마에 닛포리 방면       |                                   | 아다치오다이 05 미누마다이신스이코엔 방면 |